# O Veneno da Poligamia
O Veneno da Poligamia (em chinês: 多妻毒; em pinyin: Duō Qī Dú) é um romance redigido em chinês clássico, publicado originalmente em formato de série no periódico Chinese Times, em Melbourne, Austrália, entre junho de 1909 e dezembro de 1910. Trata-se do primeiro romance de autoria de um membro da diáspora chinesa a ser publicado em solo australiano, além de constituir a primeira obra ficcional em língua chinesa publicada no país — e, possivelmente, no Ocidente.
Na ocasião de sua publicação original, o autor foi identificado por meio do pseudônimo Jiangxiaerlang. Pesquisas acadêmicas posteriores, contudo, atribuíram a autoria a Wong Shee Ping, editor de jornal, pregador cristão e militante revolucionário republicano, também conhecido pelo nome Wong Yau Kung.

## Enredo

Ilustração do Chinese Times, de Melbourne, que acompanhava cada capítulo de O Veneno da Poligamia.

A narrativa tem início na década de 1850, durante a dinastia Tching, em meio à corrida do ouro no estado de Vitória, na Austrália. Seu protagonista, Huang Shangkang, reside com sua esposa, Ma, em uma aldeia situada na província chinesa de Cantão, e é dependente do ópio. Após três anos de casamento, o casal permanece sem filhos e enfrenta sérias dificuldades financeiras em virtude das dívidas acumuladas por Shangkang. Quando a mãe do protagonista adoece, Ma, em um gesto de desespero, penhora seus escassos bens na tentativa de custear o tratamento médico. No entanto, os remédios revelam-se ineficazes, culminando no falecimento da idosa.
A situação do casal agrava-se ainda mais até que recebem a visita do primo de Ma, que havia conquistado fortuna durante a corrida do ouro. Este se prontifica a financiar a viagem de Shangkang à Austrália, impondo como condição que ele abandone o vício em ópio. Shangkang aceita os termos e parte rumo à colônia australiana.
A obra descreve a travessia de Honguecongue a Vitória, com escala no sul da Austrália; as experiências vividas nos campos auríferos vitorianos e no bairro chinês de Melbourne; bem como os acontecimentos ocorridos em Cantão, onde Ma permanece na expectativa de notícias de seu marido. Apesar de ambientado na segunda metade do século XIX, o romance foi escrito na primeira década da Federação Australiana, às vésperas da queda da dinastia Tching. A narrativa contempla, ainda, os encontros entre chineses australianos, aborígenes, colonos europeus e a paisagem do interior australiano, além de oferecer uma crítica social à condição da mulher na sociedade chinesa da época.

## Publicação e tradução
O romance, redigido em chinês clássico, foi originalmente publicado em 53 partes no jornal Chinese Times, de Melbourne, entre os dias 5 de junho de 1909 e 10 de dezembro de 1910. Cada uma das edições era acompanhada por uma ilustração representando um jovem segurando um espelho voltado para o ideograma chinês que simboliza "sociedade". O autor da obra, Wong Shee Ping, exercia a função de editor do referido periódico. A obra foi posteriormente redescoberta pela historiadora Mei-fen Kuo, durante suas investigações sobre os primeiros jornais da comunidade sino-australiana.
A primeira tradução da obra para a língua inglesa, realizada por Ely Finch, foi publicada em 2019 pela Editora da Universidade de Sydney, em uma edição bilíngue com comentários históricos elaborados por Mei-fen Kuo e Michael Williams.
Em 2022, o romance foi adaptado para o teatro pela dramaturga Anchuli Felicia King, sendo encenado em 2023 por meio de uma produção conjunta entre a Companhia Teatral La Boite e a Companhia Teatral de Sydney.